# Aeschynite-(Y)
L'aeschynite-(Y) est un minéral, oxyde de terre rare, jaune à noir en passant par le brun, montrant de cristaux prismatiques jusqu'à 10 cm, ou un habitus massif de formes indiscernables donnant de grandes masses.  
Sa formule chimique est (Y,Ln,Ca,Th)(Ti,Nb)2(O,OH)6 ou ((Y,Ca,Fe))(Ti,Nb)2(O,OH)6.
Son nom vient du grec ancien αισχύνη / aeschyne signifiant « honte », en référence aux difficultés rencontrées par les premiers chimistes pour séparer le titane du zirconium dans certains échantillons, l'élément lanthanide dominant dans la composition. Le premier minéral à porter ce nom est l'aeschynite, qui deviendra l'aeschynite-(Ce). Le symbole "Y" renvoie à l'yttrium, la terre rare dominante.  
L'aeschynite-(Y) peut parfois être classée radioactive du fait de présence éventuelle dans sa composition de thorium. Il est à noter que les membres de son groupe, l'aeschynite-(Ce) et l'aeschynite-(Nd), le sont.  
Certains spécimens sont utilisés comme gemmes en joaillerie. 

## Histoire
Le minéral a été nommé pour la première fois en 1906 sous le nom de blomstrandine par Waldemar Christofer Brøgger, en hommage au professseur de chimie suédois Christian Wilhelm Blomstrand (1826 -1897). Brøgger avait déjà publié une description cristallographique de ce matériau en 1879, provenant de la mine de feldspath d'Urstad, sur l'ile d'Hidra en Norvège, mais sans analyse chimique. Il l'avait d'abord considérée comme identique à l'aeschynite (de Miask), qui fut plus tard nommée aeschynite-(Ce). Plus tard, dans sa description de 1906, il précise que la blomstrandine de Hitterö était une « aeschynite-yttrium ». Elle a été renommée plus tard Aeschynite-(Y) par l'IMA en 1987 en application de la nouvelle nomenclature de Levinson sur les terres rares.
Les synonymes hérités de l'histoire mouvementée de sa classification comprennent notamment aeschynite-(Yt), blomstrandine, blomstrandinite, priorite, taiyite.
Elle fait partie du groupe de l'aeschynite dont les autres membres sont l'aeschynite-(Nd), l'aeschynite-(Ce), la nioboaeschynite-(Ce), la nioboaeschynite-(Nd), la nioboaeschynite-(Y), la rynersonite, la tantalaeschynite-(Y), un minéral non encore officialisé (sous la référence UM2001-09-O:CaNbREESiTiY), et la vigezzite.

## Chimie

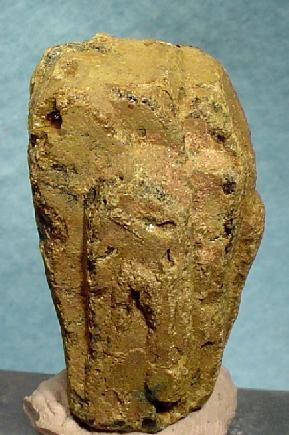
Cristal d'aeschynite-(Y), bien terminé et complet, provenant d'Iveland, en Norvège.

De formule (Y,Ln,Ca,Th)(Ti,Nb)2(O,OH)6, l'aeschynite-(Y) possède une masse molaire de 305,70 g. Le dioxyde de titane (TiO2) représente 50,84 % de cette masse. Le lanthanide le plus présent est effectivement l'yttrium (19,40 %).
| Composition | Composition |
| ----------- | ----------- |
| Calcium     | 4,37 %      |
| Yttrium     | 19,40 %     |
| Titane      | 30,47 %     |
| Niobium     | 8,45 %      |
| Fer         | 2,03 %      |
| Hydrogène   | 0,37 %      |
| Oxygène     | 34,91 %     |

L'aeschynite-(Y) forme une série chimique avec la tantalaeschynite-(Y) et l'aeschynite-(Ce). C'est aussi un minéral magnétique, pouvant se montrer métamicte.
Certaines variétés noires peuvent être confondues avec des membres chimiquement similaires du groupe d'euxénite.

## Structure cristalline
Le système cristallin de ce minéral est orthorhombique, ce qui signifie qu'il présente trois axes de même longueur, perpendiculaires les uns aux autres. Sa classe cristalline, selon la notation Hermann-Mauguin, est écrite mmm (2/m 2/m 2/m), indiquant un caractère dipyramidal.
L'aeschynite-(Y) appartient au groupe d'espace Pmna. Les paramètres de la cellule unitaire sont a = 7,47 Å, b = 10,98 Å et c = 5,18 Å avec un rapport entre ces dimensions  de 0,68 : 1 : 0,472.
Le volume de la maille unitaire est calculé à 424,87 Å3.

## Formation et gisements
L'aeschynite-(Y) s'est formée dans des roches ignées hautement évoluées (stade 4b) de plus de 3 milliards d'années que sont les pegmatites granitiques complexes, les roches ignées ultra-alcalines et agpaïtiques et les carbonatites, kimberlites et autres roches ignées apparentées.
Les gisements du minéral ont comme contexte géologique les pegmatites granitiques et les carbonatites ankérite-dolomitiques, où il est un minéral détritique dans les placers.
D'après la base de données minéralogiques Mindat.org, il y a, en 2025, environ 160 gisements dans le monde, la plupart en Europe. En France, on la trouve dans la carrière de talc de Trimouns à Luzenac, en Ariège.